# Romeo Santos
Anthony Santos (El Bronx, Nueva York; 21 de julio de 1981), conocido artísticamente como Romeo Santos, es un cantante, productor discográfico, compositor, actor estadounidense. Es considerado en la mayor parte de América como el «Rey de la Bachata» por ser el líder, vocalista y compositor principal de la agrupación Aventura.
Como miembro de Aventura, Santos ha sido una figura clave en la popularización de la bachata a nivel internacional, llevando temas al top de las listas de Billboard Latino y a listas de Europa. Tras varios discos con la agrupación Aventura, Romeo anunció su separación de la agrupación para lanzarse como solista en abril de 2011. Como solista ha lanzado 5 álbumes de estudio: Fórmula, vol. 1 (2011), Fórmula, vol. 2 (2014), Golden (2017), Utopía (2019), Fórmula, vol. 3 (2022).

## Carrera
Romeo Santos nació el 21 de julio de 1981 en El Bronx, Nueva York. Su madre es puertorriqueña y su padre es dominicano. Su padre trabajaba en la construcción y su madre se quedaba en casa para cuidar a la familia.
Su nombre artístico se debe a una mención que hizo de Romeo en un extracto de la canción «Todavía me amas» del álbum We Broke the Rules, lo que generó que muchas mujeres lo llamaran "Romeo".

### 1993-2011: Con Aventura

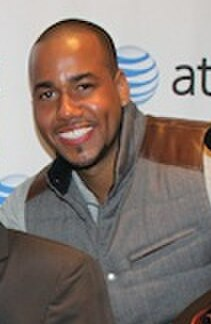
Romeo Santos en 2009.

Antes de formarse Aventura, Anthony Santos cantaba junto a su primo y dos amigos en un grupo llamado "Los Tinellers de la Bachata" (hace referencia a la pronunciación de la palabra anglosajona, teenagers, que significa adolescentes), agrupación formada por Lenny y el propio Romeo a mediados de los 90, en el cual lograron sacar un disco llamado Trampa de amor. A finales de los 90, "Los Tinellers" pasaron a llamarse Aventura.
Con la banda lanzó 5 álbumes de estudio  Generation Next (2000), We Broke the Rules (2002), Love & Hate (2003), God's Project (2005), The Last (2009). En febrero de 2010, dio unas declaraciones en una rueda de prensa en la República Dominicana, donde afirmó que el grupo podría separarse. Santos dejó la banda en abril de 2011 para comenzar su carrera como solista.

### 2011-presente: Como solista
Luego de su paso por la agrupación Aventura, y su anuncio como solista, el 9 de mayo, Romeo publicó su primer sencillo el cual fue titulado «You» de su primer álbum Fórmula. La canción se convirtió en número uno en la lista de Hot Latin Songs y Tropical Songs. El segundo sencillo de este álbum titulado «Promise», incluye un dúo con el cantante estadounidense Usher. El sencillo alcanzó el puesto n.º 1 en la lista Hot Latin Songs y el número uno en la lista Tropical Songs.
En 2012, agotó entradas en el Madison Square Garden en Nueva York. El concierto se lanzó en CD/DVD como el álbum en vivo The King Stays King: Sold Out at Madison Square Garden. En 2013, su álbum Fórmula, vol. 1 recibió una nominación al Grammy por Mejor Álbum Latino Tropical.
En 2014 logró llenar dos conciertos como artista principal en el Estadio de los Yankees. Su siguiente álbum Fórmula, vol. 2 fue lanzado el 25 de febrero de ese año. El disco contiene colaboraciones con Drake, Nicki Minaj, Marc Anthony, Carlos Santana, Tego Calderón, y cuenta con la participación especial de Kevin Hart. Fórmula vol. 2, se convirtió en el álbum latino más vendido en el primer semestre del año.[cita requerida] Santos recibió el premio ASCAP como cantautor del año por su gran aporte a la industria de la música durante sus más de 20 años de carrera.
En 2015, fue invitado a cantar para el presidente de los Estados Unidos, Barack Obama en la Casa Blanca. Su tercer álbum de estudio como solista Golden, se lanzó en julio del 2017 y logró la nominación a los Billboard Music Awards, en el álbum se destacan colaboraciones con Daddy Yankee, Juan Luis Guerra, Nicky Jam y Ozuna. En 2015, aparece como Mando en Furious 7.
En 2019, en su nuevo disco realizó una colaboración con su ex-agrupación Aventura, en su nuevo sencillo «Inmortal», del disco Utopía.
El 8 de febrero de 2022, se anunció su próximo álbum de estudio, Fórmula, vol. 3, y se estrenó ese mismo año, ocho años después del lanzamiento de Fórmula, vol. 2 en 2014, a pesar de que el mismo artista había declarado que no haría más discos bajo dicho título. El 14 de febrero lanza el primer sencillo, Sus Huellas. En septiembre del 2022, sale El pañuelo, canción grabada por el cantante junto con la cantante y compositora española Rosalía. siendo el tercer sencillo del quinto álbum de estudio de Santos, Fórmula, vol. 3

### Como compositor
Romeo es el compositor de casi todos los temas que ha lanzado, tanto con el grupo Aventura como solista. También ha escrito para artistas como Wisin & Yandel («Noche de sexo»),[cita requerida] Thalía («No, no, no»),[cita requerida] Héctor Acosta («Me  voy» y «Amorcito enfermito»).[cita requerida]

### Como actor
Su primera aparición cinematográfica fue en la película dominicana de 2007 "Sanky Panky" como él mismo junto a sus compañeros de banda de Aventura actuando en vivo en Altos de Chavón en la República Dominicana. Romeo Santos hizo su debut en Hollywood en la película Furious 7, estrenada en abril de 2015, junto a Vin Diesel, Dwayne Johnson y Paul Walker. Estaba nervioso por actuar en Furious 7, pero el elenco lo hizo sentir bienvenido.
Santos también fue la voz del personaje de dibujos animados Early Bird en la película de 2016 The Angry Birds Movie.
Cantó "Quiero Ser Tu Amigo", una canción sobre la amistad, en un episodio de Barrio Sésamo en el 2013.

## Influencias musicales

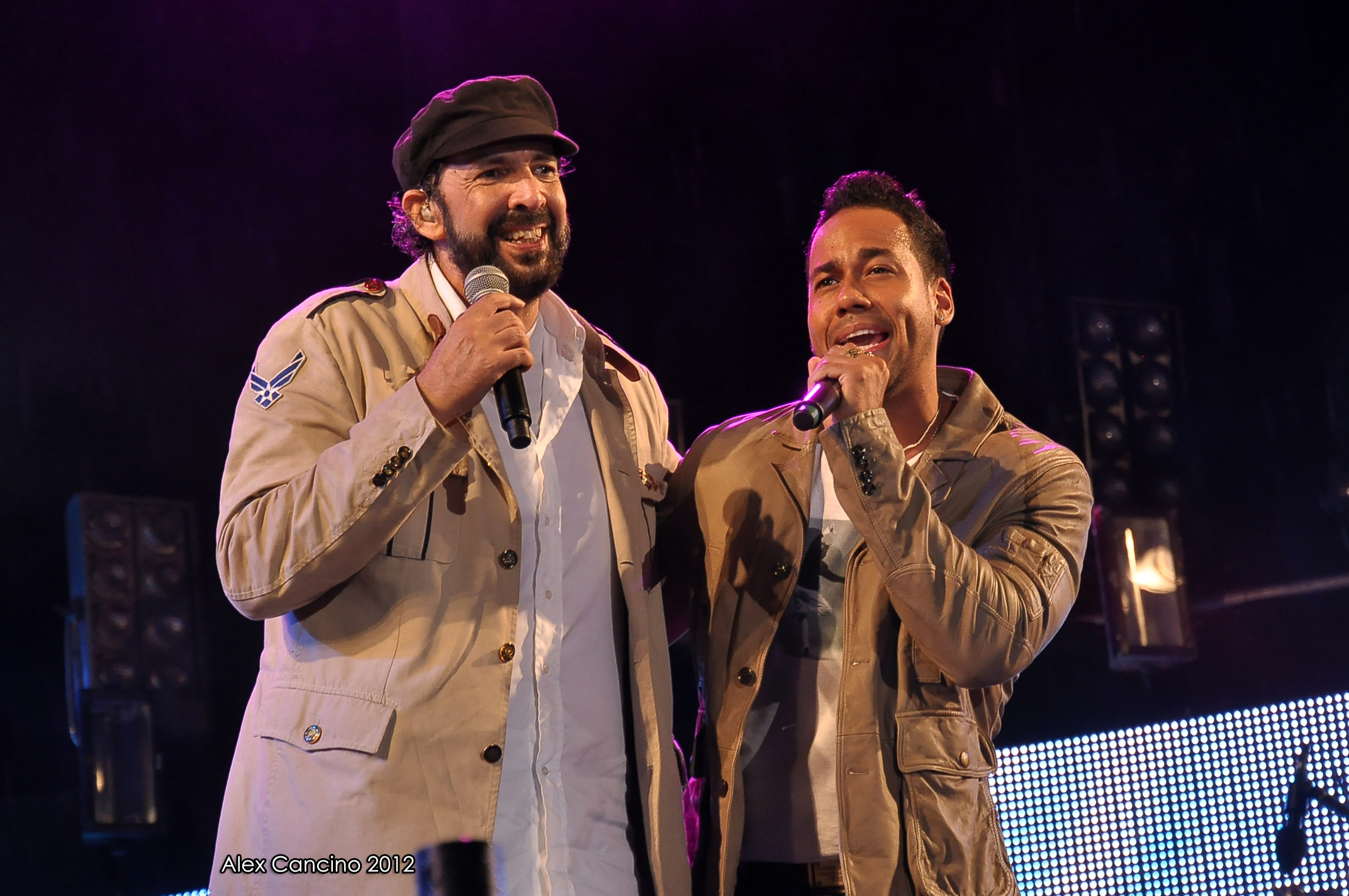
Romeo Santos y Juan Luis Guerra.

Romeo, se inspiró en muchos exponentes de la música para componer sus temas, entre ellos destacan: Camilo Sesto, Juan Gabriel, Manuel Alejandro,[cita requerida] dentro de su género se encuentran: Juan Luis Guerra y Antony Santos.[cita requerida]

## Filmografía
| Año  | Título      | Personaje             | Notas |
| ---- | ----------- | --------------------- | ----- |
| 2007 | Sanky Panky | Él mismo con Aventura | Cameo |
| 2015 | Furious 7   | Armando (Mando)       | Cameo |
| 2016 | Angry Birds | Early                 | Voz   |

## Discografía

### Como solista
Álbumes de estudio
- 2011: Fórmula, vol. 1
- 2014: Fórmula, vol. 2
- 2017: Golden
- 2019: Utopía
- 2022: Fórmula, vol. 3

### Con el grupoAventura
Álbumes de estudio
- 1999: Generation Next
- 2002: We Broke the Rules
- 2003: Love & Hate
- 2004: Unplugged (álbum de Aventura)
- 2005: God's Project
- 2006: K.O.B. Live
- 2007: Kings of Bachata: Sold Out at Madison Square Garden
- 2009: The Last